# 최보식
최보식(1960년 ~ )은 최보식의언론 대표이며 편집인이다. 서울대학교 국문학과를 졸업하였고 조선일보에서 근무하였다.
조선일보 사회부 사건기자로 출발해, 월간조선부 재직 시절 ‘최보식 기자의 직격 인터뷰’라는 타이틀로 인터뷰 기사를 썼다. 당시 최규하 전 대통령, 정주영 현대그룹 명예회장 등을 독점 인터뷰했다. 조선일보 주말판 'Why'를 창간하고, 사회부장을 지냈다. 그 뒤 조선일보에서 '최보식 칼럼'과 ‘최보식이 만난 사람'을 13년간 담당했다. 박근혜 전 대통령 탄핵 뒤 청와대 관저 요리사의 최초 증언을 끌어내는 등 특종 성격의 인터뷰들이 많았다. 그는 국내에서 가장 오랜 세월 동안 많은 뉴스인물을 인터뷰한 언론인이라는 기록을 남겼다.
그는 박영석 원정대와 함께 북극과 히말라야 등을 원정했고, 알프스 몽블랑을 등정했다. 중앙아시아, 북미대륙, 유럽을 르포 했다. 아프가니스탄 전쟁을 취재했다. 독일 단기특파원을 지냈고 미국 워싱턴에서 일 년 간 연수했다.

## 저서
- 《김유신 무덤에서 뛰쳐나오다》. 조선일보사. 1995년. ISBN 8973650726
- 《얼굴》. 둥지. 1997년. ISBN 8943500181
- 《최보식의 우리시대 사람산책》. 생각의나무. 2002년. ISBN 9788984981348

### 소설
- 《매혹》. 휴먼앤북스. 2010년. ISBN 9788960780958

## 수상
- 상허대상 2005년
- 서울언론인클럽상 2008년
- 효령상 2012년